# Claiton Fontoura dos Santos
Claiton Alberto Fontoura dos Santos (* 25. Januar 1978 in Porto Alegre) ist ein ehemaliger brasilianischer Fußballspieler.

## Karriere
Claiton begann seine Karriere 1997 beim Erstligisten EC Bahia. 1998 wechselte er zu SC Internacional, bestritt 37 Erstligaspiele und schoss dabei zwei Tore. 2000 wechselte er zu EC Vitória. 2001 wechselte er zum schweizerischen Servette FC. 2002 kehrte er nach Brasilien zurück und unterschrieb einen Vertrag bei SC Internacional. 2004 wechselte er zu FC Santos. Sommer 2004 unterschrieb er einen Vertrag beim japanischen Nagoya Grampus Eight. Für den Verein bestritt er 44 Erstligaspiele und schoss dabei sieben Tore. 2006 kehrte er nach Brasilien zurück. Hier spielte er bis 2007 für Botafogo FR, CR Flamengo und Athletico Paranaense. 2008 wechselte er zum japanischen Consadole Sapporo. Am Ende der Saison 2004 stieg der Verein in die zweite Liga ab. Sommer 2009 kehrte er zu Athletico Paranaense zurück. Danach spielte er bei EC Pelotas, EC Novo Hamburgo, EC Passo Fundo und Alecrim FC. 2013 beendete er seine Karriere als Fußballspieler.